# Mazhar Güremek
Mazhar Güremek (* 1944) ist ein ehemaliger türkischer Fußballspieler.

## Karriere
Güremek spielte in den 1960er-Jahren jeweils eine Saison für Fatih Karagümrük SK, Galatasaray Istanbul und Beykozspor. Sein einziges Ligaspiel für Galatasaray war am 31. Januar 1965 gegen Feriköy SK.